# 크시슈토프 보사크

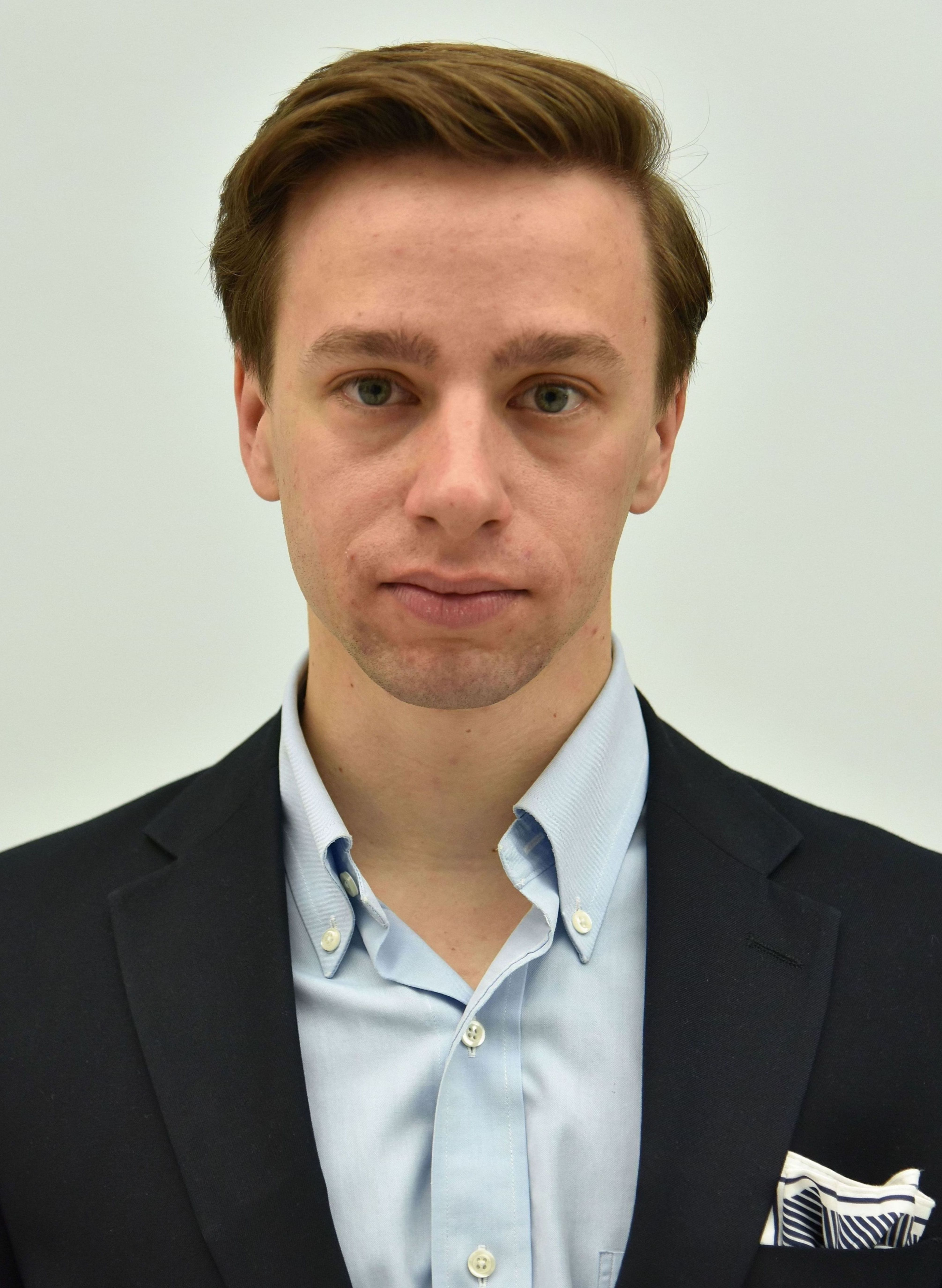
크시슈토프 보사크

크시슈토프 보사크(폴란드어: Krzysztof Bosak, 1982년 6월 13일~)는 폴란드의 정치인이다. 2005년부터 2007년까지 폴란드 가족동맹 소속 국회의원이었으며 2019년 자유독립연합 소속으로 의원직에 복귀했다. 2005년부터 2006년까지 전폴란드청년회장이었으며 국민운동의 공동 창립자 겸 현직 부대표이다. 2020년 폴란드 대통령 선거 후보 가운데 하나이다.
강경 유럽회의주의자이며, 폴란드의 유럽 연합 탈퇴를 지지한다. 스스로를 국민보수주의, 전통주의 가톨릭을 표방한다고 밝히고 있으며, 서유럽의 주류 우파 정당들이 자유주의 혁명에 굴복한 탓에 더 이상 보수적인 가치를 표방하지 않는다고 주장하고 있다. 법과 정의당에 대해서도 전형적인 서유럽 우파 정당들과 같은 길을 걷고 있다고 비판했다.

## 역대 선거 결과
| 선거명      | 직책명          | 대수 | 정당         | 1차 득표율 | 1차 득표수  | 2차 득표율 | 2차 득표수 | 결과 | 당락 |
| ----------- | --------------- | ---- | ------------ | ---------- | ----------- | ---------- | ---------- | ---- | ---- |
| 2020년 선거 | 폴란드의 대통령 | 7대  | 자유독립연합 | 6.78%      | 1,317,380표 |            |            | 4위  | 낙선 |